# ニール・アームストロング
ニール・オールデン・アームストロング（Neil Alden Armstrong, 1930年8月5日 - 2012年8月25日）は、アメリカ合衆国の海軍飛行士、テスト・パイロット、宇宙飛行士、大学教授。人類で初めて月面に降り立った人物である。大統領自由勲章（1969年）、議会宇宙名誉勲章（1978年）、議会名誉黄金勲章（2009年）受章。

## 人物概要
最初の宇宙飛行は1966年のジェミニ8号で、ニールは機長を務め、デヴィッド・スコット操縦士とともにアメリカ初の有人宇宙船でのドッキングを行なった。2回目の宇宙飛行は1969年7月16日に打ち上げられたアポロ11号で、この時も機長を務め、バズ・オルドリン飛行士とともに2時間30分にわたって月面を探索した。
宇宙飛行士になる前は海軍に所属し、朝鮮戦争では実戦に参加した。その後は国立航空諮問委員会(National Advisory Committee for Aeronautics, NACA)の超高速飛行本部（のちの ドライデン飛行研究センター）に所属し、様々な実験機で900回以上ものテスト飛行をした。F-100スーパー・セイバーAおよびC、F-101ヴゥードゥー、ロッキードF-104Aスター・ファイターの開発には、テスト・パイロットとして関わった。またベルX-1B、ベルX-5、ノース・アメリカンX-15、F-105サンダーチーフ、F-106デルタ・ダート、B-47爆撃機、KC-135空中給油機、ペアセヴ（Paraglider Research Vehicle、実験用パラグライダー）などの操縦も経験した。パデュー大学と南カリフォルニア大学の卒業生。

## 幼少期
ニール・アームストロングはオハイオ州ワパコネタ(Wapakoneta)で、父スティーヴン・ケイニグ・アームストロングと母ヴィオーラ・ルイーズ・エンゲルの長男として生まれた。他に弟のディーンと妹のジューンがいる。スコットランド系アイルランド人およびドイツ人を先祖に持つ父スティーヴンはオハイオ州の役所に勤務し、転勤を15回もくり返し20もの町に移り住んだ。
父親の最後の勤務地はワパコネタで、この年（1944年）ニールはボーイスカウトの最高位であるイーグルスカウトの位を取得した。成人後には特別イーグルスカウトおよびシルバーバッファローにも選ばれ、さらにアメリカの若者にとって最も名誉ある顕彰の一つであるボーイスカウト・オブ・アメリカにも選ばれている。ワパコネタでは、ブルーム高校に通っていた。
1947年、ニールはパデュー大学に通い、航空工学を学び始めた。同大学では、ファイ・デルタ・シータ（Phi Delta Theta, ΦΔΘ）とカッパ・カッパ・プサイ（Kappa Kappa Psi, ΚΚΨ）という親睦団体に所属していた。家族の中で大学まで行ったのはニールともう一人だけで、彼はマサチューセッツ工科大学(MIT)にも入学が認められていたが、MITに通っていた知り合いのエンジニアにケンブリッジでなくとも良い教育は受けられる、と説得されたためパデュー大学に通うことにした。
同校ではホロウェイ・プラン (Holloway Plan) という奨学金制度を受けていた。これは志願者を2年間大学に通わせた後、3年間海軍に勤務させ、また2年間復学させるという制度である。ニールの大学での成績は平均的なものだったが、無事に航空工学の学士号を取得することができた。後のことだが、1970年には南カリフォルニア大学から宇宙工学の修士号を習得したほか、多くの大学から名誉博士号を与えられている。

## 海軍での勤務
1949年1月26日、ニールは海軍に入り、フロリダ州ペンサコーラ海軍航空基地で飛行訓練を受けるよう任命された。以後およそ18か月間、同基地と空母カボットやライトでの訓練で飛行機操縦と航空母艦への離着艦の技術を教育され、1950年8月16日、海軍飛行士の正式な認定を受けた。
最初の勤務地はカリフォルニア州サン・ディエゴ海軍航空基地（のちのノース・アイランド海軍航空基地）の第7艦隊航空部隊で、2か月後に全機がジェット機で編成される第51戦闘飛行隊に配属された。1951年1月5日、F9F-2Bパンサーで初めてジェット機の操縦を経験し、6か月後には空母への着艦も行なった。この週に、ニールは士官候補生（Midshipman）から少尉（Ensign）に昇進した。月末には、彼ら第51戦闘飛行隊を乗せた空母エセックスは、朝鮮戦争における対地攻撃を行なうために、朝鮮半島へと向けて出航した。
朝鮮戦争での初の実戦経験は1951年8月29日のことで、任務は金策市を写真撮影する偵察機の護衛だった。だがその5日後に、彼の搭乗機は地上からの砲撃を受けた。その日の偵察飛行の主要目的地は、貨物場と、元山市西部のマジョンニ村(Majon-ni)の南にある狭い谷にかかる橋だった。ニールはF9Fを操り、低高度を時速およそ560kmで飛行しながら対地掃射をしていたが、その時地上からの対空砲が命中した。機体は機首を前のめらせ、電線に右の主翼を接触させた。これにより主翼の先端約2メートルほどがもぎ取られた。

カリフォルニア州エドワーズ空軍基地でNACAのテスト・パイロットをしていた頃の写真（1956年11月20日）

ニールは機体を立て直し、味方の領空に引き返すこともできたが、補助翼が失われたため安全に着陸することは不可能だった。残された手段は射出座席で脱出することだけである。ニールは海上で脱出し海軍のヘリコプターによる救助を待つことを選んだ。浦項市の沖合で射出座席のレバーを引いたが、パラシュートは強風にあおられ陸地に舞い戻されてしまった。ニールは当初の思惑に反してヘリコプターではなくジープで救出される結果となった。またこの時彼を救い上げたのは航空学校時代からの同級生だった。その後No.125122 F9F-2の残骸に何が起こったのかは不明である。
朝鮮戦争では都合78回、計121時間にわたって飛行したが、その経歴のほとんどは1952年1月に集中している。最初の20回の出撃でエア・メダル勲章を受章し、次の20回でゴールド・スターを受け、他にコリアン・サービス・メダルやエンゲージメント・スターも受賞した。1952年8月23日に海軍を除隊し、海軍予備役部隊で中尉に昇進した。予備役部隊には1960年10月20日まで在籍した。
海軍を除隊した後、ニールはパデュー大学に復学した。戦争から戻ったあとの2年間の学業生活は目覚ましいものだった。ファイ・デルタ・シータに再入会し、全学生が参加するレビュー（風刺喜劇）の脚本と助監督を担当したこともあった。彼の最終GPAは6.0中4.8だった。1955年にニールは航空工学の学位を得て同大学を卒業した。
在学中ニールは家庭経済学を専攻するジャネット・エリザベス・シェアロンと知り合った。二、三の友人によると、この間どういういきさつがあったのかは不明だが、ニールがNACAのルイス飛行推進研究所で働いていたあたりから雰囲気が変わったように見えたという。1956年1月28日に2人はイリノイ州ウィルメットの教会で式を挙げた。その後ニールがエドワーズ空軍基地に転勤したときは、彼は独身寮に住みジャネットはロサンゼルスのウェストウッドに一人で住んでいたこともあった。それでも半年後にはアントロープ・ヴァレイに一軒家を購入して新居を構えたが、ジャネットは後に結婚で大学を中退したことを後悔した。
子供は3人授かったが、第二子のカレンは脳幹に悪性腫瘍があると診断された。X線療法で病状の進行は抑えられたが、次第に体力が衰え、立つことも話すこともできなくなり、1962年1月28日に肺炎のため死亡した。

## テストパイロット時代
パデュー大学卒業後、ニールは新型機の試験飛行を行なうテスト・パイロットになることを決意した。カリフォルニア州エドワーズ空軍基地の国立航空諮問委員会(NACA)の高速飛行本部に志願書を提出したが、あいにくそこには空席がなかったため、志願書はオハイオ州クリーブランドに本部を持つ同空軍基地内のルイス飛行推進研究所に回され、1955年2月からそこで勤務することになった。
エドワーズ空軍基地での最初の任務は、爆弾倉に実験機を搭載した爆撃機を操縦することだったが、その中であわや惨事につながりかねない事故があった。1956年3月22日、ニールは実験機ダグラス・スカイロケットD-558-2を搭載したP2Bの副操縦士席に座っていた。彼の任務は実験機を空中放出することで、操縦はスタンレー・ブッチャート飛行士が担当していた。
高度9,000mに到達したとき、突然4番エンジンが停止した。プロペラの停止スイッチを入れると、いったんは回転は止まりかけたのだが、やがて再び動きだし、風圧で他の正常なプロペラよりも激しく回転し始めた。このままでは、プロペラは遠心力で破壊され飛び散ってしまう。しかもP2Bは実験機を搭載したままでは着陸できないし、さりとて実験機を切り離すには時速338km以上を維持しなければならない。ニールとブッチャートは機体を急降下させ、その勢いでスカイロケットを切り離すことを決意した。だが放出した瞬間、4番エンジンのプロペラが吹き飛び、3番エンジンと2番エンジンを直撃した。3番エンジンは使用不能になり、外側にある1番エンジンも、他のエンジンが停止したことによりヨーイングが強くなりすぎたため、停止せざるを得なくなった。それでも彼らは残された2番エンジンだけを使い、高度9,000mから慎重に機体を降下させ、安全に着陸することに成功した。
ロケット機による初飛行は1957年8月15日で、ベルX-1Bを操縦し高度18.3kmに到達した。着陸の際前輪を壊してしまったがこれは同機の構造的な問題によるもので、それ以前の何十回もの飛行でも発生していた現象である。1960年11月30日にはノース・アメリカンX-15でも飛行し、高度14.9km、マッハ1.75（時速1,810km）を達成している。
1960年11月には、ニールは軍用宇宙機X-20ダイナソアの開発パイロットに選ばれた。1962年3月15日には、同機が実用化されたときに操縦を担当する6人のパイロットの中の一人に指名された。

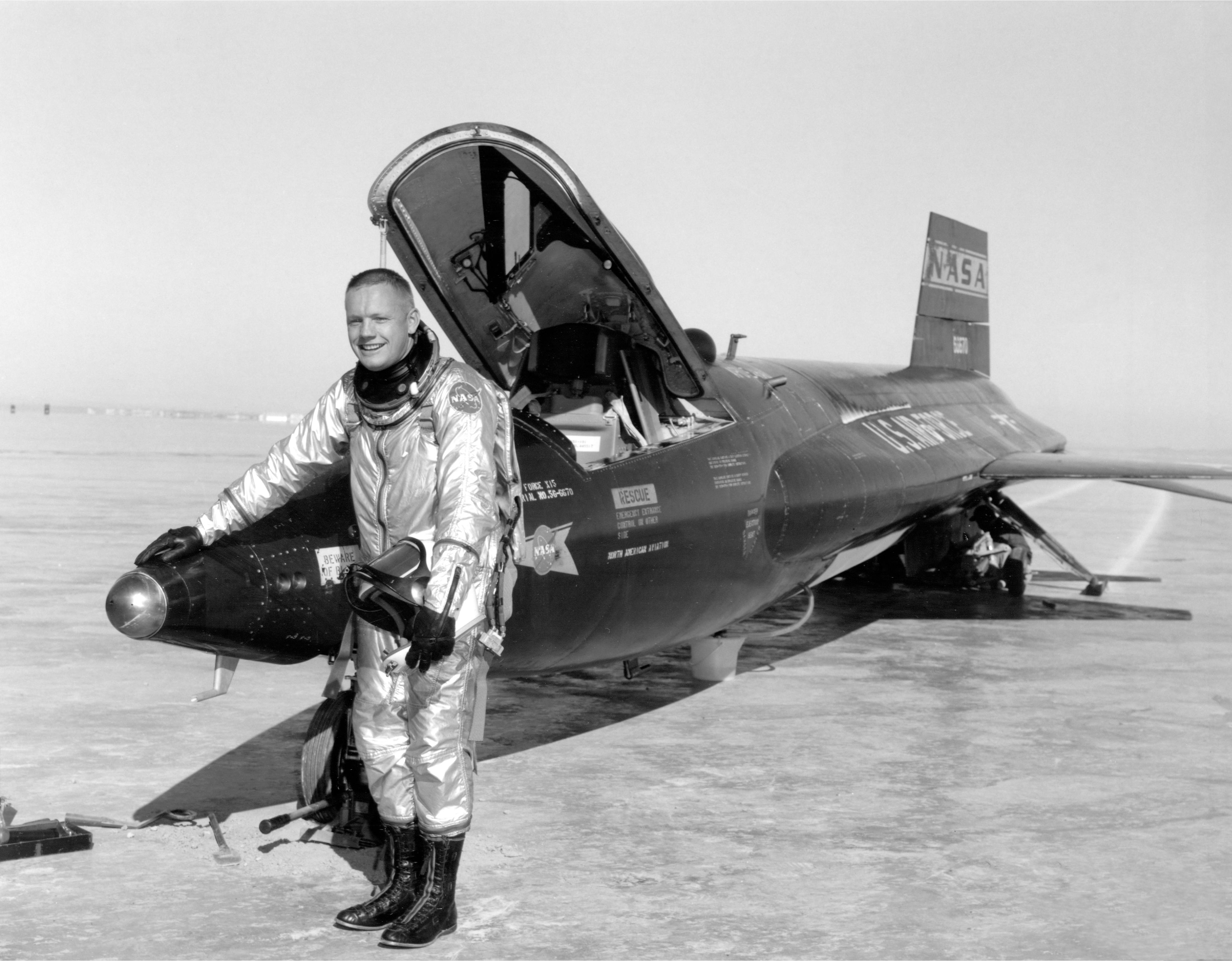
試験飛行後にX-15の傍らに立つアームストロング

ニールはエドワーズ空軍基地で、今でも飛行士たちに語り継がれる伝説をいくつか残している。たとえば1962年4月20日、X-15の姿勢制御装置を試験するために飛行していたときのこと、高度63km（これは後に彼がジェミニ8号で飛行するまでは、自身が到達した最高高度だった）まで上昇したとき、機首を下げるタイミングがわずかに遅れてしまった。機体はコントロールを失ったまま高度43kmまで急降下したが、この高度ではまだ大気は薄すぎて翼は役に立たない。その後X-15は予定された着陸地点の上空30.5kmをマッハ3（時速3,200km）で通り過ぎ、エドワーズ空軍基地から72kmも離れた場所まで飛び去ってしまった（この時、機体はローズ・ボウルの上空まで行ったと言われている）。その後なんとか安全な高度まで降下させ、無事に着陸することに成功したが、これは飛行時間や到達距離において、X-15の最長不倒記録だとみなされている。このエピソードは映画『ファースト・マン』にも描かれている。
また彼は一度だけ、チャック・イェーガーの機に同乗したことがあった。上記のX-15の事故から4日後、イェーガーとニールはX-15の緊急着陸場としてスミス牧場塩湖を使用できるかどうかを調査するため、T-33シューティング・スターで飛行していた。イェーガーの自伝によると、この湖は雨が降った後は着陸には適さないことは知っていたのだが、ニールが実験を強行することを主張したのだという。彼らがタッチアンドゴーを試みると、案の定車輪はぬかるみにはまって身動きできなくなり、結局救助を待つことになってしまった。一方ニールの話によると事実は全く異なっており、1回目は湖の東岸の地面に車輪を接触することに成功したが、次にイェーガーはこう言ったという。
「なかなか良かったぞ、坊や。だがお前さんには、今よりもうちょっと遅い速度でやる度胸はあるまい」
ニールが2回目に、言われたように先ほどよりもわずかに遅い速度でタッチ・アンド・ゴーを実行すると、機体は沼地の中で身動きできなくなってしまった。ニールによれば、この時イェーガーは大笑いしたという。
エドワーズ空軍基地の多くのテスト・パイロットたちは、ニールの操縦技術を高く評価していた。ミルト・トンプソン飛行士によれば、彼は「X-15のパイロットの中で最も技術の高かった男」であり、ブルース・ピーターソン飛行士によれば「どんな緊急事態に遭遇しても決して慌てることのない、くそ度胸の据わった男」だったという。もっともチャック・イェーガーやピート・ナイトのような学位など持たない、叩き上げの空軍パイロットたちは違う意見を持っていたようで、ナイトによれば「学のある」パイロットは頭で操縦したがる傾向があり、操縦技術が体にしみ込んだ自然のものになっていないことが彼らが事故を起こす原因になっているという。
1962年5月21日、ニールはエドワーズで「ネリスの恐怖」と呼ばれている魔物に魅入られてしまった。この時彼はF-104に搭乗し、デラマ塩湖でまたもや緊急着陸の実験を行なおうとしていた。ところが高度を間違え、なお悪いことに車輪が完全に降りていないことに気がつかなかった。機体が地面に接触した瞬間、脚が機内に引き込まれた。反射的にエンジンを全開にして何とかこの危機を脱したが、翼と脚が地面に激突し、通信機が壊れ油圧も失われてしまった。
ニールは近くにあるネリス空軍基地に緊急着陸することにした。通信手段が失われていることを伝えるために翼を振りながら管制塔をかすめ飛び、アレスティング・フックで滑走路のアレスティング・ワイヤー（緊急時に備え設置されている軍用滑走路が多い）をとらえることには成功したが、機体は大きく傾いてしまった。滑走路上から機体をどかしアレスティング・ワイヤーを再セットするために13分がかかった。その間にニールはエドワーズ空軍基地に電話して、誰かを迎えに来させるよう頼んだ。ミルト・トンプソン飛行士がF-104Bでやって来たが、強風のためハード・ランディングしてしまい左側の主輪をパンクさせた。この機体を取り除くために、またもや滑走路は一時閉鎖された。次にビル・ダーナ飛行士がT-33でやって来たが、彼もまた着陸に失敗した。ネリス空軍基地の司令部は、後々の厄介ごとを避けるためにも、このNASAの3人の飛行士は、飛行機以外の交通手段で送り返すのがベストだと判断した。
ニールはX-15で都合7回飛行し、X-15-3では高度63.2kmに到達し、X-15-1ではマッハ5.74（時速6,615km）を達成した。ドライデン飛行調査センターでは50種類以上の航空機を操縦し、総飛行時間は2,450時間に及んだ。

## 宇宙飛行士への選抜と初期訓練

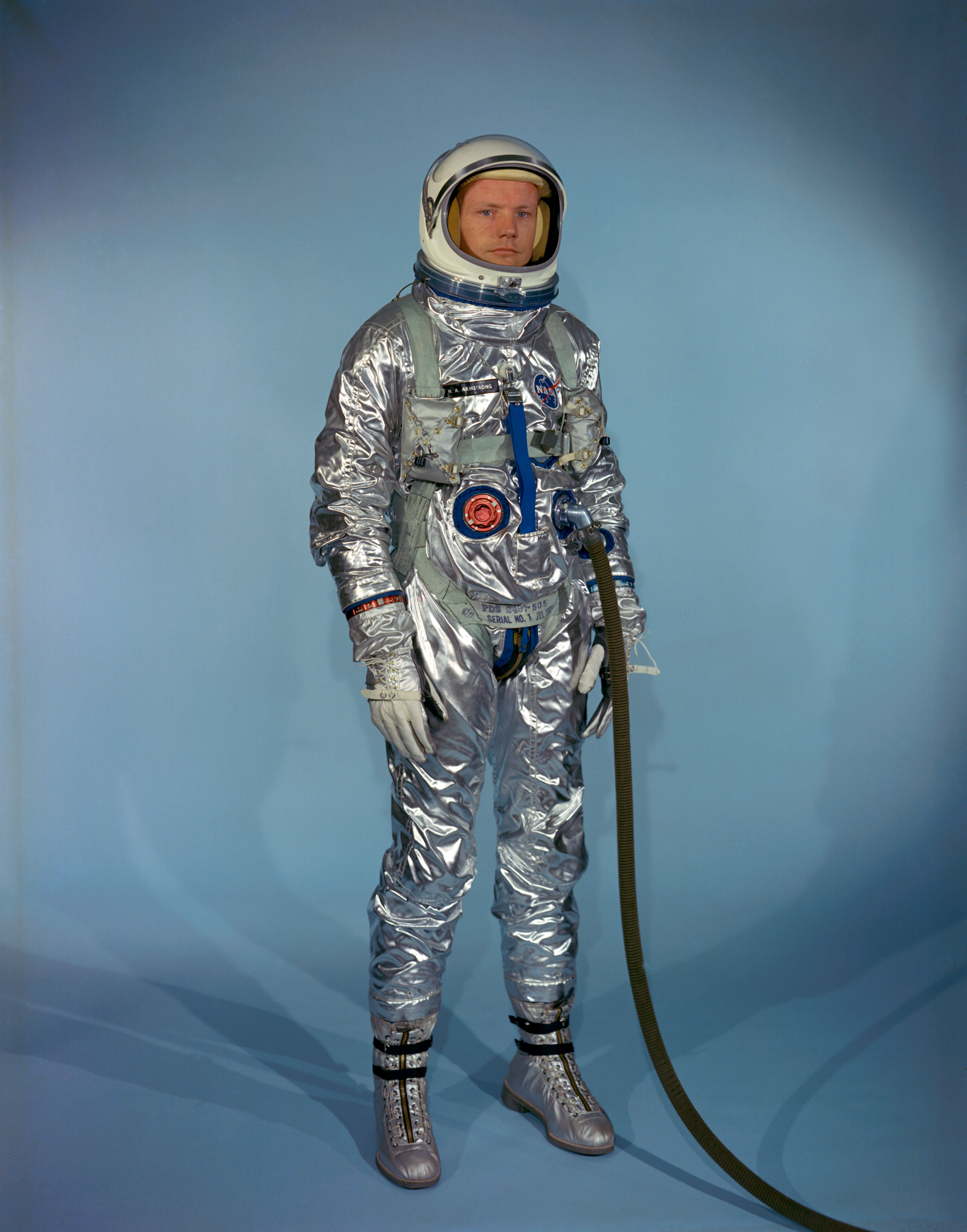
ジェミニ計画初期の宇宙服を着るアームストロング

1961年、マーキュリー・セブン（マーキュリー計画で選抜された、アメリカ初の7人の宇宙飛行士）に続き、第2次の宇宙飛行士選抜が行なわれるとの発表があった。ニールはアポロ計画とまだ見ぬ宇宙空間への探査を想像し胸を躍らせた。宇宙飛行士への道を選ぶことにはもはや何のためらいもなかった。ちなみにずっと後になって明らかになったことだが、彼の志願書が有人宇宙センター(Manned Spacecraft Center, MSC)に届いた日は提出期限の1962年6月1日を1週間過ぎていた。エドワーズ空軍基地でずっと一緒に勤務し後にMSCに在籍するディック・デイは、期日の過ぎたニールの志願書を、人に気づかれる前に他の志願書の山の中にそっと潜り込ませたという。
1月の終わり、若き志願者たちはブルックス・シティ基地で、苦痛に満ちた医学試験を受けることになった。
1962年9月13日、マーキュリー7のメンバーの一人だったディーク・スレイトンはニールを呼び出し、マスコミによって「ニュー9」と名付けられた宇宙飛行士のメンバーに加わる意志があるかとたずねた。断る理由などあるはずもなかった。なおこの選抜結果は3日間秘密にされていたが、この年の夏には新聞紙上で様々な憶測が飛びかい、ニールについては初の「民間人」宇宙飛行士として選抜されるだろうなどと報道されたこともあった。しかし実のところ世界初の民間人宇宙飛行はロシアのワレンチナ・テレシコワによる1963年6月16日の飛行であり、アメリカにおいても1963年にジョセフ・ウォーカーがX-15で宇宙空間に到達している。

### ジェミニ計画

#### ジェミニ8号

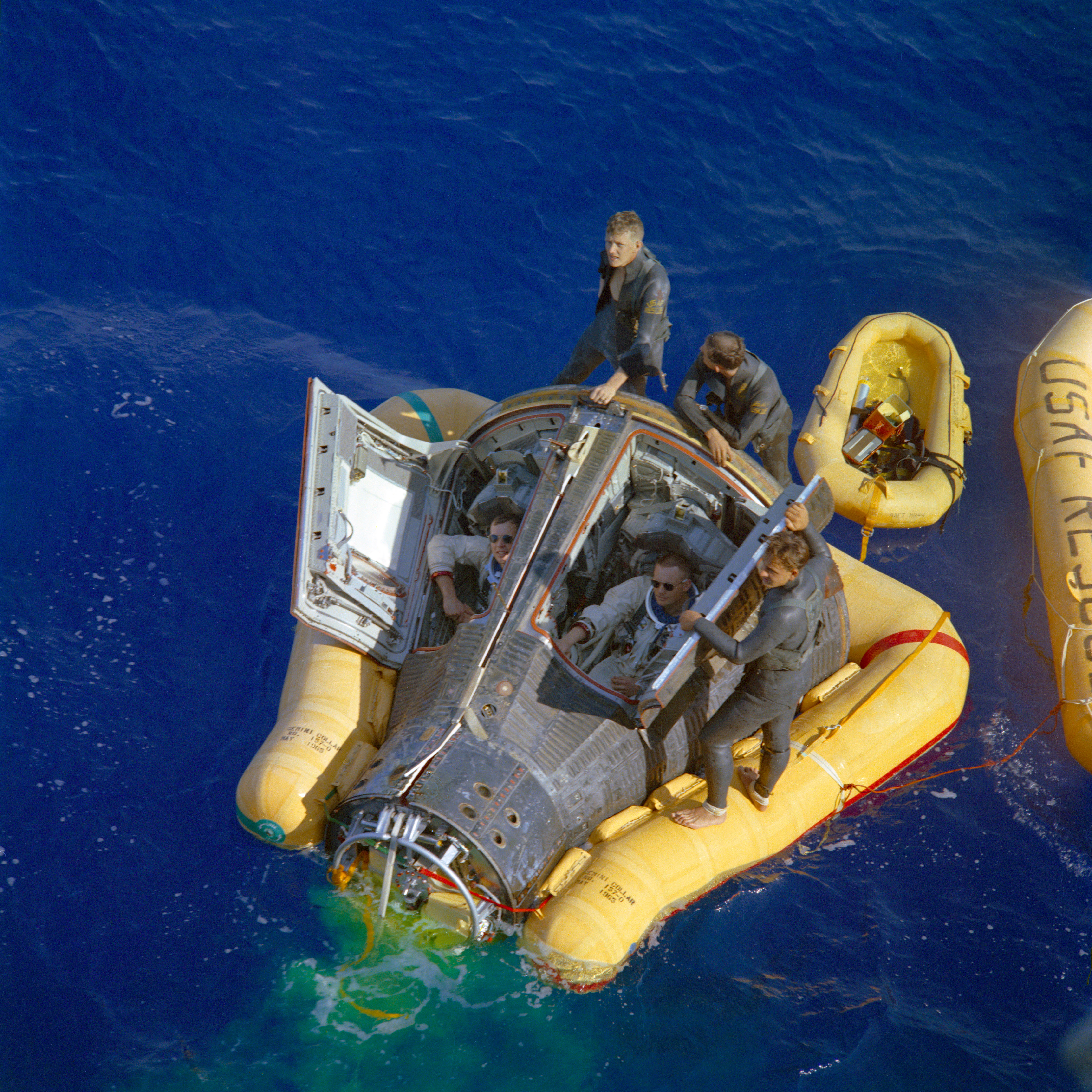
西太平洋上に帰還したジェミニ8号

1965年9月20日、ニールはジェミニ8号の船長に任命された。副操縦士はデヴィッド・スコットだった。スコットは宇宙飛行士の第3次選抜メンバーの一人で、そのグループの中で宇宙に行くのは彼が初めてだった。彼らの任務は無人衛星・アジェナ標的機との軌道上ランデブーとドッキングを行なうことで、飛行時間75時間で地球を55周する間にスコットはアメリカ人として2番目となる船外活動（extra-vehicular activity, EVA。ニール自身は「宇宙遊泳」と言われるのを嫌っている）を行なう予定だった。1966年3月16日、米東部時間午前10時にまずアジェナが打ち上げられ、午前11時41分02秒、2人を乗せたタイタンII GLV 型ロケットが後を追うようにして打ち上げられ、アジェナを追跡する軌道に乗った。
ランデブーとドッキングは打ち上げから6時間半後に予定どおり行なわれた。しかしその当時は宇宙船の軌道のすべてを網羅するような無線中継基地はまだ作られていなかったために、途中で通信が途絶えてしまった。その中絶している時間中に宇宙船はとつぜん予期せぬ回転運動をし始めた。ニールは軌道姿勢制御システム(Orbital Attitude and Maneuvering System, OAMS)を使って何とか機体回転を停止させようと試み、地上の管制官のアドバイスに従ってアジェナを切り離した。しかし不規則な運動はますます激しくなるばかりで、ついに1秒間に1回転するまでになってしまった。原因はジェミニ自体の姿勢制御システムにあることは明らかだった。飛行後の分析では回路がショートしてエンジンの一つに誤って点火の指令が出されてしまったのだろうと考えられた。ニールは残された最後の手段として大気圏再突入システム(Reentry Control System, RCS)を作動させ、OAMSのスイッチを切った。ちなみに飛行規則では、いったんこの装置を作動させたら宇宙船は次の可能な機会に必ず再突入をしなければならないことになっていた。
この時オフィスに待機していた数人の飛行士の中で最も著名な人物だったウォルター・カニンガムは、「ニールとスコットは、このような事態が発生した場合に対応する手順を怠っていた。ニールが二つあるRCSのスイッチのうちの一つをオンにしていれば回転はすぐに収まり、計画を犠牲にすることはなかったのだ」と明白に述べている。しかしこの批判は的を射たものではない。なぜならそのような手順はチェックリストには書かれていなかったし、彼に唯一できるのは、二つのRCSのスイッチのどちらか一つではなく、両方をオンにすることだけだった。NASAの主任管制官だったジーン・クランツは「乗組員は訓練されたとおりのことをやった。もし彼らが間違ったことをしたというのなら、それは訓練が間違っていたのだ」と述べている。また計画の立案者や管制官たちは、一つだけ大きな事実を見落としていた。2機の宇宙船がドッキングしたら、それは1機の宇宙船になるということである。
ニール自身はといえば、予定されていた計画のほとんどを中止しスコットが船外活動をする機会を奪ってしまったことに、意気消沈し悩んでいた。彼は他の飛行士たちの批判には耳を貸さなかったが、フライト終了後に「アジェナとドッキングしている間はジェミニの姿勢制御装置は全く不要のものであり、アジェナの姿勢制御装置を使っていれば容易に制御を回復できていたはずだ」と述べている。

#### ジェミニ11号
ジェミニ計画における最後の任務はジェミニ11号のバックアップ・クルーの船長で、8号が帰還した2日後に任命された。すでに2回の飛行訓練の経験があるニールはシステムについては十分な知識を持っており、バックアップ・クルーの新人パイロット、ウィリアム・アンダースの指導も担当した。ピート・コンラッド飛行士とリチャード・ゴードン飛行士を乗せた11号は1966年9月12日に打ち上げられ、ニールは地上の連絡担当官(CAPCOM)を務め計画は成功裏に終わった。
計画終了後、リンドン・ジョンソン大統領はニール夫妻に南アフリカへの足かけ24日間にわたる親善旅行への参加を打診した。参加者にはディック・ゴードン、ジョージ・ロウなどの他の飛行士とその妻たち、そして多数の関係者が含まれていた。一行は11の国の14の主要な都市を巡り、ニールは現地語で政府の高官に挨拶するなどして当地の人々を喜ばせた。後にブラジルに行ったときには、ライト兄弟と並び称されるブラジル出身の飛行機王、アルベルト・サントス・デュモンの業績を称えたこともあった。

### アポロ計画
1967年1月27日、ニールはディック・ゴードン、ジム・ラベル、スコット・カーペンターらとともに、ワシントンD.C.で開催された国際連合の宇宙条約交渉に出席していた。彼らはそこで、各国の高官たちと午後6時45分まで歓談した。その後カーペンター一人が空港に向かい、残りの者たちがホテルに帰ると、「ただちに有人宇宙センターに電話せよ」とのメッセージが届いていた。そこで初めて、ガス・グリソム、エドワード・ホワイト、ロジャー・チャフィーの3名が、アポロ1号の火災事故で死亡したことを知らされたのである。彼らはその夜、スコッチウィスキーを飲みながら、この事態について遅くまで討論し合った。
1967年4月5日、1号の火災事故に関する調査結果の報告会が開かれ、ニールはディーク・スレイトンら17人の飛行士とともに出席した。冒頭でスレイトンは「最初に月面に降り立つ男は、この部屋の中にいる者たちの中の誰かである」と述べた。ユージン・サーナン飛行士によれば、ニールはこれを聞いても特に何の反応も示さなかったという。彼にとってみれば、今ここに集まっているのはジェミニ計画のベテランパイロットばかりであり、月に行く能力を持っているのは自分たちを置いて他にはいないと確信していたことは想像に難くない。スレイトンは今後のアポロ計画の予定についても説明し、ニールを9号のバックアップ・クルーに任命した。なおこの時点では、9号はアポロ司令・機械船および月着陸船による、高軌道の試験飛行を行なう予定だった。その後着陸船の開発の遅れにより8号と9号の搭乗員が交替したが、11号では予定どおりニールが船長を務めることになった。
ベル・エアクラフト社は飛行士たちに着陸船の操縦技術を習得させるために、月着陸研究機（後に月着陸練習機に変更される）を開発した。「寝台」というあだ名がつけられたこの機体は、ターボファンエンジンを使用し、地球の6分の1の月の重力を再現するものだった。1968年5月6日の訓練で、ニールが地上30mから降下を試みたとき、とつぜん機体が傾きはじめた。ただちに射出座席で脱出したためことなきを得たが、後の分析ではもし脱出するタイミングがあと0.5秒遅れていたらパラシュートが開くのが間に合わなかったかもしれなかったと言われている。この時彼が負った傷は舌をかんだことだけだった。危うく命を落とすところだったにもかかわらず、ニールは「研究機や練習機は操縦者に着陸船の様々な特性を経験させるために有効であり、これがなければ月面着陸は成功しなかっただろう」と述べている。

#### アポロ11号

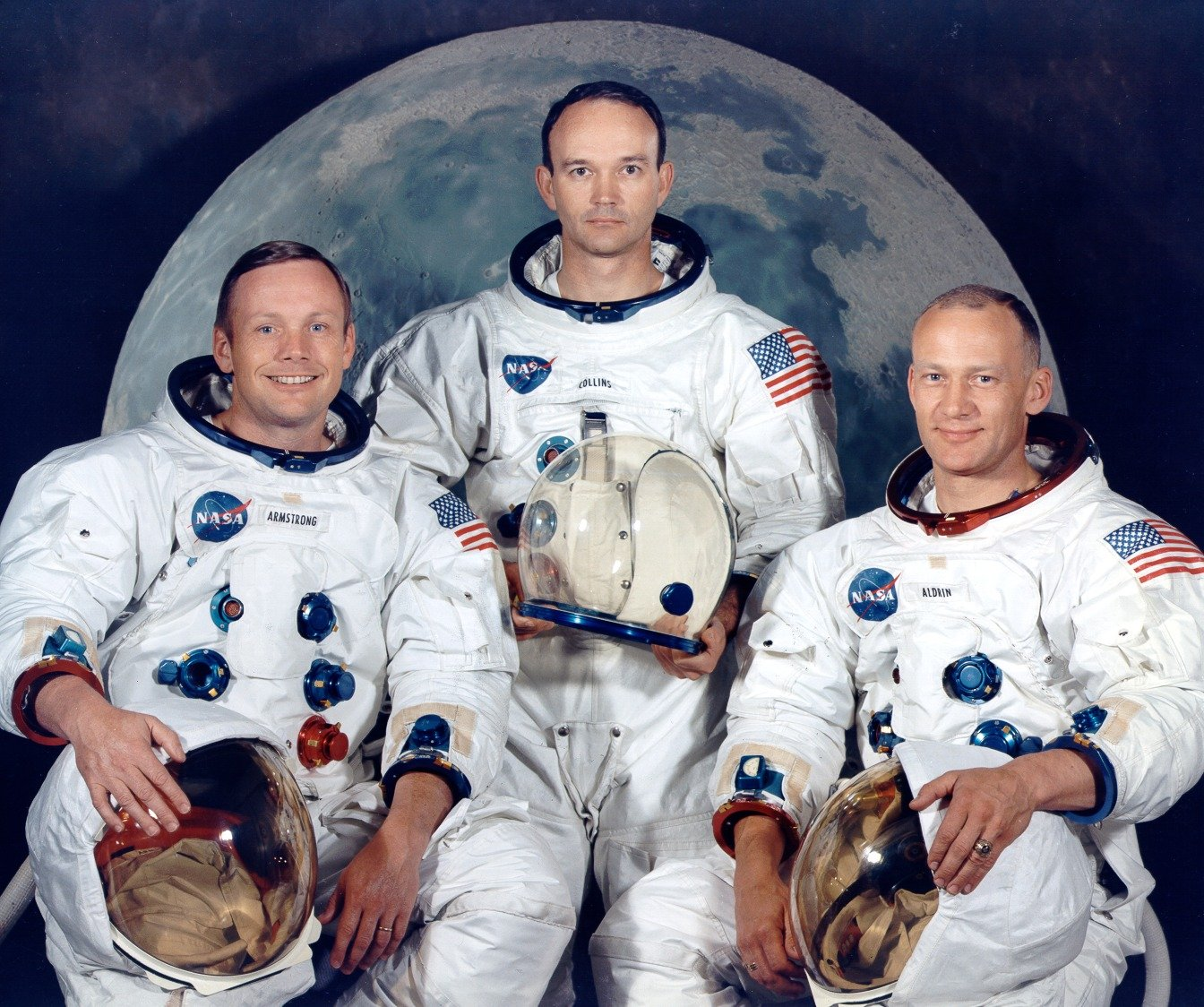
アポロ11号3人の飛行士。左からアームストロング、コリンズ、オルドリン

1968年12月23日、アポロ8号の月周回飛行成功後、スレイトンはニールをアポロ11号の船長に任命した。2005年に出版されたニールの自伝で明かされたところによると、この時の会合でスレイトンは、船長をニール、着陸船の操縦士にバズ・オルドリン、司令船操縦士にマイケル・コリンズを考えているが、オルドリンの代わりにジム・ラベルを起用するのはどうかと聞いていた。ニールは数日間考えた後、ラベルは一緒に仕事をする上で何の問題もないが、着陸船の操縦士はオルドリンがよいだろうと答えた。もしラベルを起用すると、彼は3人の飛行士の中で（非公式なものだが）3番目に序列されてしまう。ジェミニ12号で船長を務めたような人物をそのような順位に置くことは適切ではないと考えたという。
はじめオルドリンは、最初に月面に降り立つのは自分だと考えていた。ジェミニ計画では、全体の責任者であり船外活動の訓練はあまり積んでいない船長が、船内にとどまり副操縦士の船外活動を補佐していたからである。しかし地上の訓練で飛行士に宇宙服を完全装備させ着陸船の模型で手順を試してみると、彼を先に出すと船長の体が邪魔になり機体内部を傷つけてしまう可能性があることが判明した。
1969年3月、スレイトン、ジョージ・ロウ、ボブ・ギルルース、クリス・クラフトらの会合で、最初に月面に降り立つ人間はニールにすることが決定された。NASAの上層部は彼が最も自己顕示欲の少ない人物だと見ていたのである。1969年4月14日に開かれた記者会見では、着陸船の内部構造と、なぜ船長を先に出さなければならないのかという理由が説明された。船外活動用のハッチは内側に右開きになるように設計されており、右側に立っている着陸船操縦士が先に出るには船長の体を乗り越えなければならず、非常に困難だった。この会見でスレイトンはさらに、
「付け加えるならば、私の個人的な見解としては、最初に物事を行なうのは船長であるということが当然だと思ったからだ。この決定にはギルルースらも賛成してくれた」
と述べた。もっとも3月の会合では、彼らはハッチの問題は全く知らなかったのだと、ジーン・クランツは2001年に出版した自伝で述べている。
1969年7月16日、月に向かう当日に、ニールは打ち上げ責任者のグエンター・ウェンドから、「月への鍵だ」と言ってポリスチレン製の三日月のおもちゃを受け取った。月から帰還した後、ニールは返礼として「二つの星間のタクシー券」を渡した。

#### 月への航海
アポロ11号の打ち上げの瞬間、ニールの心拍数は109に達した。サターンV 型ロケット第1段のS-IC の騒音はジェミニ8号のタイタンII GLVとは全く比較にならないほど想像以上のもので、アポロ宇宙船の船内もまた、ジェミニとは比較にならないほど広々としていた。この広さは宇宙酔いの原因となるのではないかと予想されたが、11号の乗組員は誰もそのような症状を訴えることはなかった。特にニールは子供の頃から乗り物酔いになる傾向があり、長時間の曲芸飛行をした後などには吐き気を覚えることがあったため、何も不調を感じなかったことで安心した。
11号の目的は単に月面に降りるだけではなく、予定された地点に正確に着陸することだった。月着陸船イーグルがエンジンを噴射しながら降下している時、ニールはシミュレーターで見慣れていたクレーターを通過する時間が2分ほど早すぎたことに気づいた。これはつまり、予定着陸地点を数マイルほど行きすぎてしまうことを意味していた。イーグルのレーダーは正確に月面をとらえてはいたが、その時コンピューターが警報を発した。最初はコード1202という警報で、訓練を積んだニールやオルドリンでさえもこの意味が分からなかったが、ヒューストンの管制官は迅速に、この警報には大した意味はなく着陸を続行するよう指示した。次に1201という警報が出されたが、これも無視するよう伝えた。1202と1201は着陸船のコンピューターがオーバーフローを起こしたことを示すものだった。オルドリンの「月の影」という著書によれば、このオーバーフローは彼自身が作成したチェックリストに従って、降下中にドッキング用のレーダーをオンのままにしておいたことが原因で起こったのだという。彼がそうしたのは、もし着陸を中止して緊急脱出する事態になった際司令船との再ドッキング手順を容易にするためだったのだが、その瞬間には正確な理由が分かる人間など誰もいなかった。

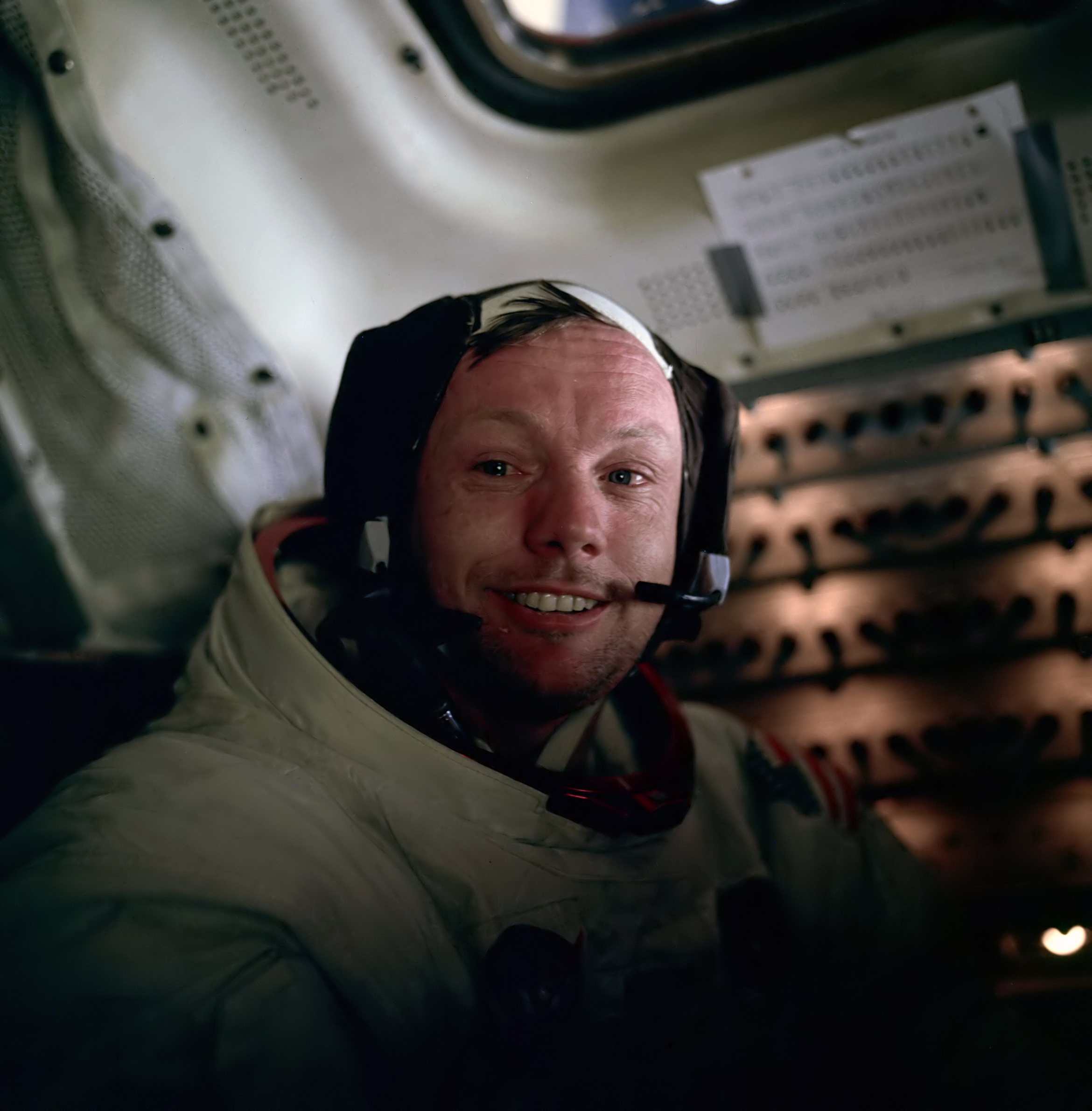
船外活動を行った後にオルドリンが撮影したアームストロング

ニールは操縦を手動に切り替え着陸を続行した。だがその時イーグルの行く先にはフットボール場ほどもある大きなクレーターが口を開けていた。内部には乗用車ほどの大きさの岩がいくつも転がっていて、その中に降りれば着陸船が転倒してしまうことは明らかだった。他によい着陸地点はないかと目を凝らしていると、ようやく民家の庭ほどの広さの平坦な場所があるのを発見した。操縦桿を倒して機体を水平移動させる。燃料はどんどん残り少なくなっていく。管制官が「残り30秒」と伝えた次の瞬間、センサーが月面に接触したことを感知してエンジンが停止し、着陸船は月面に降り立った。時間は1969年7月20日、20:17:39（UTC）だった。
アポロ11号に関する多くの記事では、この時着陸船の燃料の残量は極めて危険なレベルにまでなっていたとされている。計器は残り17秒と表示していた。だがニールは月着陸練習機で残り15秒以下になるような事態も経験していたし、着陸船は15mの高さから垂直落下しても耐えられるように設計されていることを知っていたので、自信を持っていた。また計画終了後の分析では、月面の重力が小さく、常に撹拌されているタンク内の燃料が予想以上に擾乱されたため残量が低く表示され、実際にはまだ50秒分以上残っていたのではないかとも言われている。
月面に降り立ったとき、ニールが最初に発した言葉は、
「ヒューストン、こちら静かの基地。イーグルは着陸した (Houston, Tranquility Base here. The Eagle has landed.)」
だった。もっとも実際に月面に着陸した瞬間に乗組員が発した言葉は、オルドリンの「接触灯が点灯した(Contact Light.)」だった。着陸脚には長さ1.5mのセンサーが取りつけられていて、先端が月面に接触すると船内の表示灯が点灯するようになっている。オルドリンは手順に従ってそう言ったまでのことだった。その3秒後には再びオルドリンが「エンジンは停止した(Okay. Engine Stop.)」と言い、ニールが「停止を確認(Shutdown.)」と応えた。この直後2人は握手して成功を祝っただけで、すぐさまマニュアルに従い不測の事態が発生した時に備えて月面から緊急脱出する準備を始めた。

#### 月面への第一歩
NASAの飛行手順では、乗組員は船外活動(EVA)をする前に休息を取らなければならないことになっていたが、ニールは休息を取りやめてEVAをヒューストン時間の夜に行うよう要求した。とてもではないが、眠ってなどいられなかった。管制センターは要求を受け容れ、2人はただちに宇宙服を着て船内を減圧した。ハッチを開き、はしごを下り、左足を月面に踏み降ろしながら、1969年7月21日02:56（UTC）、アームストロングは次のように言った。
| 「 | これは一人の人間にとっては小さな一歩だが、人類にとっては偉大な一歩である。 (That's one small step for [a] man, one giant leap for mankind.) | 」 |

【右上の動画中のアームストロングの発言内容】
I'm, ah... at the foot of the ladder. The LM footpads are only, ah... ah... depressed in the surface about, ah.... 1 or 2 inches, although the surface appears to be, ah... very, very fine grained, as you get close to it. It's almost like a powder. (The) ground mass, ah... is very fine.
いま着陸船の脚の上に立っている。脚は月面に1インチか2インチほど沈んでいるが、月の表面は近づいて見るとかなり…、かなりなめらかだ。ほとんど粉のように見える。月面ははっきりと見えている。
I'm going to step off the LM now.
これより着陸船から足を踏み降ろす。
That's one small step for (a) man, one giant leap for mankind.
これは一人の人間にとっては小さな一歩だが、人類にとっては偉大な一歩である。
ニール自身も認めているが、このとき彼は間違えて不定冠詞の "a" を省略してしまった(one small step for man)。確かにこの用法だと、man は「人類」の意味になってしまう（直訳すると、「これは人類にとって小さな一歩だが、人類にとって偉大な飛躍である」になる）。しかし彼は、「もし仮に間違っていたとしても、歴史が私の言い間違いを許す寛容さを持ち、人類が一つになる方向に向かって進むことを希望する」と後日述べている。
一方で音響分析の専門家の中には、失われた「a」の存在を主張する者もいる。オーストラリアのコンピューター・プログラマー、ピーター・シャン・フォードは、「アームストロングは実際には "a man" と言っていたのだが、当時の通信技術には限界があったため "a" は録音されなかったのだ」と分析している。フォードと、ニールの伝記の著者であるR.ハンセンは、この分析結果をニール本人やNASAの代表者たちに提示した。
フォードの論説は自身のウェブサイトでも紹介されているが、言語学者のデビッド・ビーヴァーやマーク・リバーマンはこの意見に懐疑的である 。ニール自身は、文章で引用されるときには冠詞の a の前後に括弧をつけられるのが好みだと表明している。

ニールの声明は「これより着陸船から足を踏み出そうと思う(I'm going to step off the LM now.)」の後に発せられた。それから彼は後ろを振り返り、左足を月面に踏みおろした。彼の言葉はVOA（ボイス・オブ・アメリカ、アメリカ合衆国政府が公式に運営する国営短波ラジオ放送局）から、BBCをはじめ数多くの放送局を通して世界中に発信された。当時の世界の人口36億3,100万人 のうち、およそ4億5,000万人がこの言葉を聞いたとされている 。
「小さな一歩」のくだりについては、ニールは月面に着陸してからの数時間の間に考え、決定していたという。
ニールから遅れること15分、オルドリンも月面に降り立ち、月に立った2番目の男になった。両名は、月の表面では人間はいかに身軽に動けるかということを実感しながら、予定されていた各種の行動を始めた。はじめに彼らの飛行を記念したプレートを月面に置き、次に星条旗を立てた。この旗は宇宙空間でも展開できるように中にワイヤーが織り込まれていたのだが、旗竿を十分に伸ばすことができず、また旗自体もきつく折りたたまれていたため、真空中であるにもかかわらず、たなびいているように見えてしまった。地球では国旗を立てることに関する是非を問う声もあったが、ニールはそんなことは全く気にしていなかった。旗を立てている最中、スレイトンが緊急連絡が入っていることを知らせてきたが、彼はわざとそれがニクソン大統領からのものだということを伏せておいた。

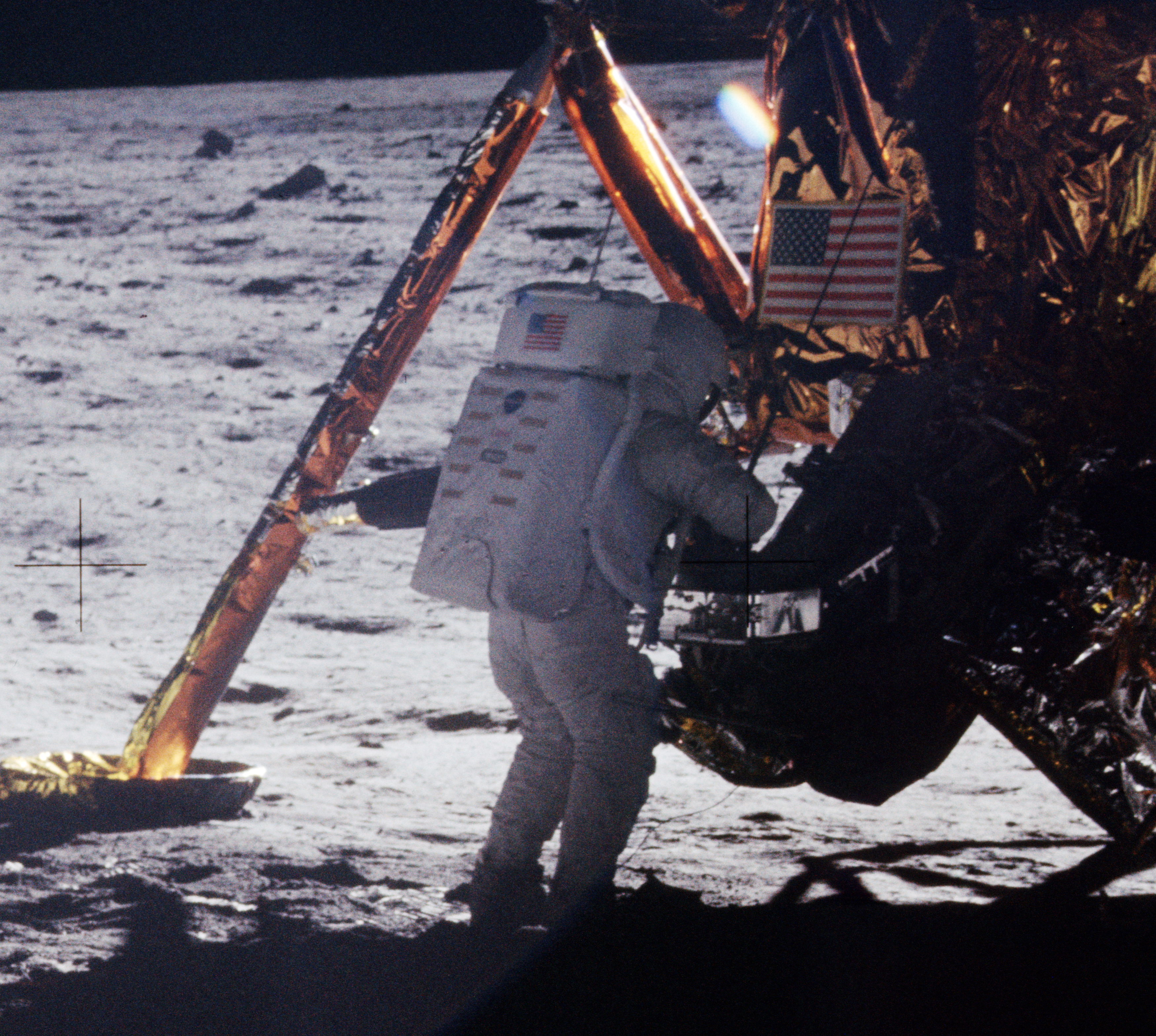
着陸船の傍らで船外活動をするアームストロング。彼を写した5枚の写真の中の1枚

オルドリンは旗を立てるのに手間取り、おまけに大統領から予定外の電話が入ってきたため、写真を撮る暇がなくなってしまった。全計画を通じて撮影された写真のうち、月面で活動するニールをとらえたものは5枚しか残されていない。オルドリンは後に語っているが、この計画の主目的は月面でのニールの写真を撮ることだったのだが、大統領の電話で予定が狂い、むしろ自分が撮影された写真のほうが有名になってしまったという。このハプニングのために予定が5分遅れた。彼らの行動は分刻みでスケジュールされており、ぐずぐずしている暇はなかった。なお11号の月面活動の写真のほとんどは、ニールが持ったハッセルブラッド社製のカメラで撮影された。
科学実験装置を設置した後、ニールは着陸船から60m東にあるイースト・クレーターまで歩いて行った。今回の計画で着陸船から最も遠くに離れる行動だった。彼の月面における最後の任務は、ユーリ・ガガーリン（ソビエト連邦出身の史上初の宇宙飛行士。この前年の1968年3月27日に飛行機事故で死亡）、ウラジーミル・コマロフ（同じくソ連の宇宙飛行士。1967年4月24日、ソユーズ1号の墜落事故で死亡）、そしてアポロ1号の火災事故で亡くなったガス・グリソム、エド・ホワイト、ロジャー・チャフィーらの業績を称えた記念品を収めたパッケージを、オルドリンが月面に置いていくように気を付けることだった。11号の月面での船外活動の時間は2時間半ほどで、全6回のアポロ月面着陸の中で最も短いものだったが、この後の5回のミッションでは徐々に延長され、最後のアポロ17号では合計21時間に達した。

#### 地球への帰還
船外活動を終え着陸船に戻りハッチを閉めたとき、彼らはかさばった宇宙服で上昇用ロケットエンジンのスイッチを壊してしまっていたことに気づいた。エンジンが点火できなければ地球への帰還は不可能になる。そのためオルドリンはボールペンの先でスイッチを入れ、ロケットが上昇している間もずっとそれで押し続けていた。司令船とのランデブーとドッキングにも成功し、3人を乗せた司令船は7月24日16:50:35（UTC）、無事太平洋上に着水し、空母ホーネット(USS Hornet)に回収された。

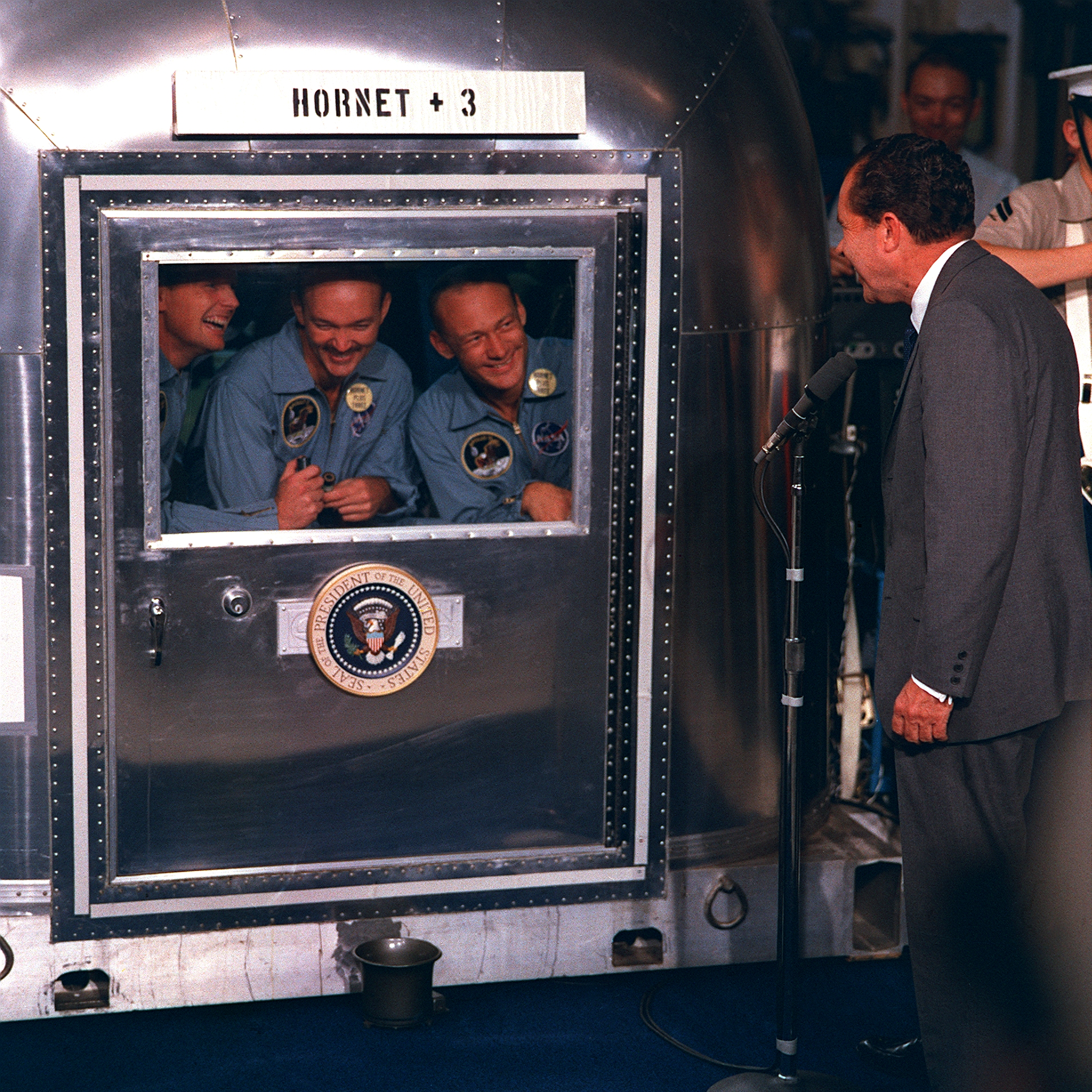
11号の飛行士たちと会見するニクソン大統領

月から病原菌やウイルスを持ってきていないかを検査するため、帰還後ただちに特殊な病棟に18日間隔離された。異常がないことが確認されると、3人は「偉大な飛躍(Giant Leap)ツアー」と銘打った親善旅行で、45日間にわたって全米や世界各国を訪れた。1969年、コメディアンのボブ・ホープとともにベトナム戦争に従軍する兵士たちの慰安に訪れた際には、「我々が戦場に縛りつけられている最中に、どうして月に行く必要があるのか」という質問を浴びせられたこともあった。また三流紙の中には、この時同行していた歌手で女優のコニー・スティーブンスとの関係を取り沙汰するものもあったが、根も葉もないゴシップにすぎなかった。
1969年10月31日にはマイケル・コリンズ、バズ・オルドリンと共に日本を訪問。その際には日本政府より文化勲章を贈られた。翌11月1日に銀座で行われたオープンカーでのパレードには12万人の観衆が押し寄せた。
1970年5月、ニールはソ連で開催された第13回国際宇宙調査委員会に出席した。ポーランドからレニングラード（のちのサンクトペテルブルク）に向かう途中、モスクワでコスイギン首相（当時）とも面会した。彼は西側の人間として初めてツポレフTu-144の現物を見て、そのあと「自然の中に造られた、ちょっとヴィクトリア朝風の建物（ニール談）」の、ユーリ・ガガーリン宇宙飛行士訓練センターを訪れた。その日の終わりにソユーズ9号打ち上げのスロー映像を見せられたが、そこに搭乗しているアンドリアン・ニコラエフ飛行士は、いま目の前で彼をもてなしているワレンチナ・テレシコワ（世界初の女性宇宙飛行士）の夫だと知らされて、少なからず驚いた。

## アポロ計画後の人生

### 教育

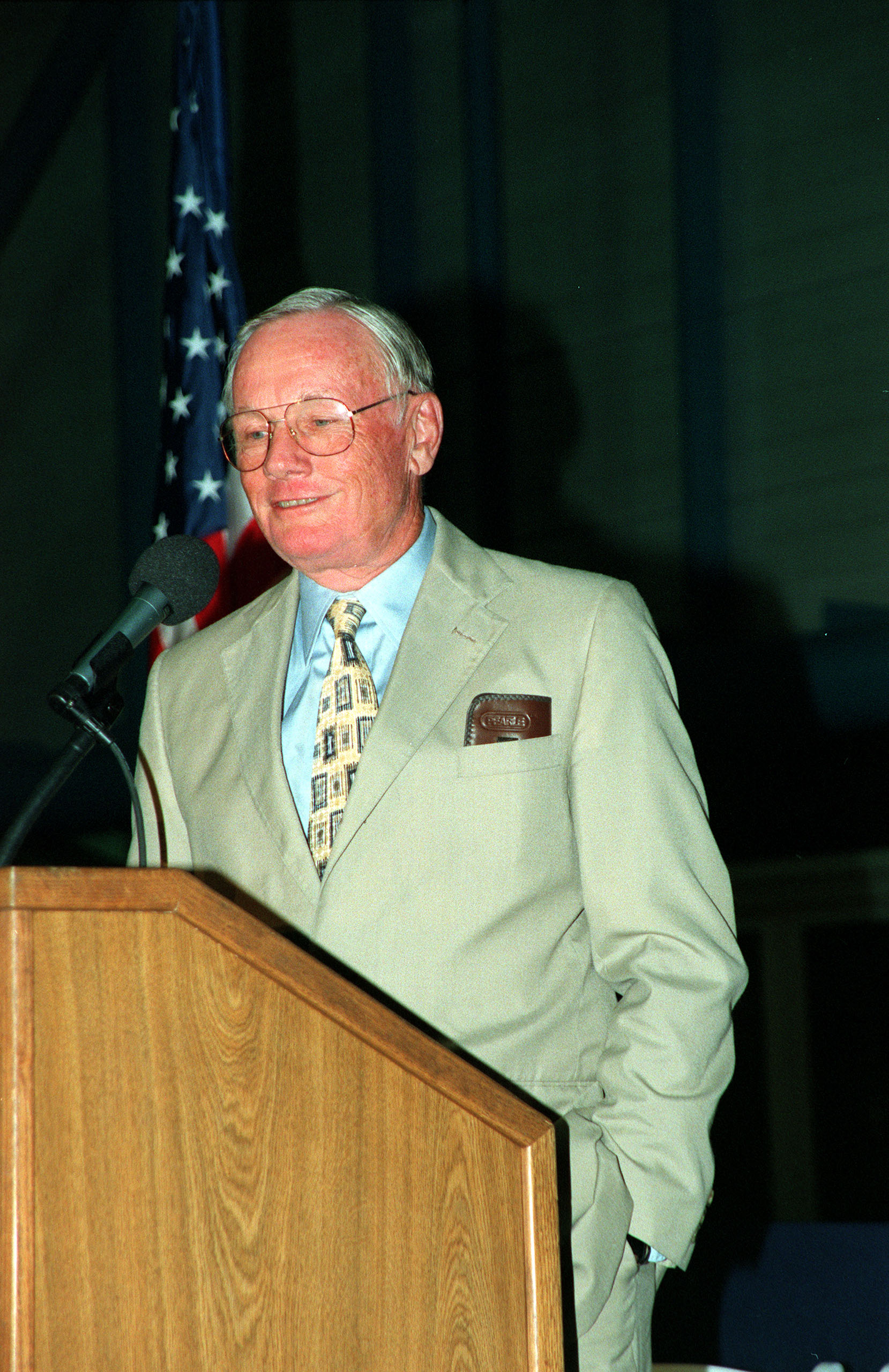
1999年7月16日、ケネディ宇宙センターで講演するアームストロング

アポロ11号の飛行を終えてしばらく経ってから、ニールは宇宙飛行士を引退することを表明した。彼は、国防高等研究計画局(Defense Advanced Research Projects Agency, DARPA)航空部門管理者協会副会長への就任を要請されていた。もっともこのポストにとどまっていたのは13か月だけで、1971年8月にはNASAからも退官し、シンシナティ大学で航空宇宙工学の教鞭を執った。
彼はシンシナティ大学だけでなく母校のパデュー大学でも教壇に立つことを決めた。パデューの航空宇宙学部は規模が小さいし、博士号を持っていない自分が他の有能な人材を差し置いて教授になることで余計な波風を立たせたくなかったからである。彼が持っている最高の学位は、南カリフォルニア大学で得た航空宇宙工学の修士号だった。ニールはかつてエドワーズ空軍基地に配属された時に航空宇宙工学の勉強を始め、アポロ11号の飛行を終えた時「アポロ計画に関する様々な見地」というテーマでようやく修士論文を提出することになった。
シンシナティ大学での彼の公式な立場は「航空宇宙工学教授」だった。そこで8年間学生たちを指導した後、他からの誘いもあり、また大学も自治大学から州立大学に改変されることにともなって、1979年に同校を退職した。

### NASA事故調査委員
ニールは二つの宇宙船事故の事故調査委員を務めた。初めは1970年に起きたアポロ13号に関するもので、エドガー・コートウェイトが調査報告をする際、彼は飛行記録の詳細を提示した。彼は個人的には、事故原因となった機械船の酸素タンクの設計を根本的に見直すべきだとする報告書の勧告には反対だった。1986年には当時のレーガン大統領から、この年に起こったスペースシャトルチャレンジャー号の爆発事故を調査するロジャー委員会の副委員長に任命され、委員会の執行を任された。

### 実業家としての活動
1971年にNASAを退官した後、いくつもの企業から誘いの手があったが初めのうちはいずれも断っていた。最初にニールとの契約を獲得したのはクライスラーで、1979年1月から宣伝媒体となった。彼は同社は製造部門は強いものの財政的に困難を抱えているのではないかと考えていた。クライスラーの他には、ゼネラル・タイム・コーポレーションや全米銀行協会などアメリカを代表する企業のCMに出演した。
CMの他には、マラソン・オイル、リアジェット、シンシナティ・ガス&電力会社、タフト・ブロードキャスティング、ユナイテッド航空、イートン・コーポレーション、オール・システムズ、サイオコールなどの企業で経営に参加した。特にサイオコールに参加したのはロジャー委員会の副委員長を務めた後のことで、チャレンジャー号爆発事故の原因は同社が製造した固体ロケットブースタによるものだった。2002年、エド・コーポレーションに勤めたのを最後に企業経営からも引退した。

## 個人的側面
人類で初めて月面を歩いた男に対して民主・共和両党からアプローチがあったが、宇宙飛行士から上院議員に転身した先輩のジョン・グレンやハリソン・シュミットらとは異なり、ニールは政治的な誘いは一切断った。彼は個人的には、「合衆国の正義」を基にアメリカが「世界の警察官」として行動することには反対だった。
1971年には国家への貢献を表彰され、合衆国陸軍士官学校からシルヴァヌス・セイヤー賞(Sylvanus Thayer Award)を授かった。
1972年には、アームストロング一族の出身地であるスコットランドのラングホルム(Langholm)に招待された。ニールは「この地が自分の遠い故郷である」と宣言し、この自治都市の初めての自由市民として認定された。儀式の中で、治安判事(Justice of the Peace)は「この地で見つけたすべてのアームストロングを絞首刑にせよ」という、400年前に施行され現在でも廃止されていない法律の条文を読み上げた。
1979年、オハイオ州レバノン(Lebanon)の自宅の農場で農作業をしていた時のことである。刈取機から飛び降りた際、結婚指輪が機械に引っかかり、指輪をはめていた指が切断されてしまった。しかし彼は全く慌てることなく、すぐさま切断された指を拾うと氷に詰めて、ケンタッキー州ルイビルのジューウィッシュ病院まで持って行き縫合手術を受けた。
1991年、コロラド州アスペンで友人とスキーをしている際、軽い心臓発作に見舞われた。この1年後には父親が、さらに9か月後には母親が、同じ心臓発作で他界した。

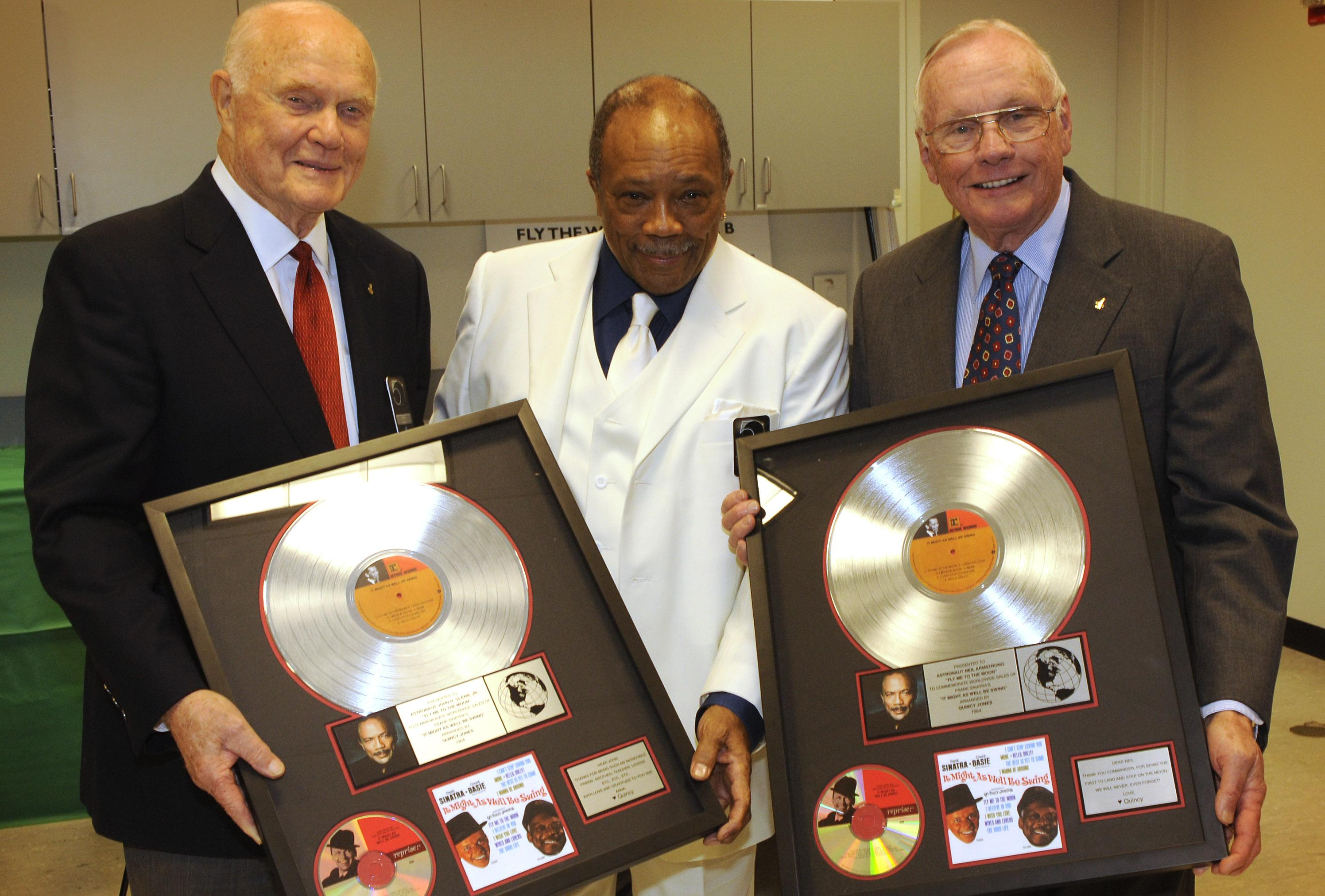
クインシー・ジョーンズから「フライ・ミー・トゥー・ザ・ムーン(Fly Me to the Moon)」を録音したプラチナ製のレコードを送られるニールとジョン・グレン上院議員（左）

アームストロングは最初の妻ジャネットと38年の結婚生活の後1994年に離婚した。2人目の妻キャロル・ヘルド・ナイトと出会ったのは1992年のとあるゴルフトーナメントだった。この時は朝食で短い会話をしただけだったが、2週間後に彼女が自宅にいるとニールから「いま何をしているのか」という電話があった。「庭の桜の木を刈っているところだ」と答えると35分後にニールが手伝いに来た。1994年6月12日、ニールはオハイオで、この女性と2度目となる結婚式を挙げた。披露宴はカリフォルニア州のサン・イシドロ・ランチ(San Ysidro Ranch)で行なわれた。
1994年、彼の自筆のサインが高額で売買され多数の偽物が出回っていることを知ってからは、サインの要求は一切断ることにした。eBayなどのオークション・サイトでは1,000ドルで取引されることもあり、乗組員のサインが書かれた11号の写真などの中には5,000ドルに達する物もあるという。そのため、以降ニールのところにサインをねだる手紙を送った者は「申し訳ありませんがサインはお断りしております」と丁重に書かれた定型文書を受け取ることになる。
ニールのサイン拒否の方針はよく知られていることだが、それでも中には「誰かが（ニールが）サインをすることを妨害しているのなら、すぐにやめさせろ」などと言う者もいた ため、作家のアンドリュー・スミスは2002年のリノ・エアレースで、改めて人々にニールはサインをする意図がないことを知らしめた。サインの他には、ボーイスカウトのイーグル賞受賞者への祝福の手紙を送ることも取りやめた。そのような手紙は受賞者を個人的に知る者から送られるべきだとニールは考えたからである。
ニールはあまりにも有名になりすぎたため、彼の名声を利用したトラブルもまた、何年にもわたって発生するようになった。1994年にはホールマーク社(Hallmark Cards)が、彼の名前と "one small step" の一文を無許可で使用したとして、同社を訴えている。ニールのパデュー大学への寄付金の金額が公表されていないとして訴えられた件は、訴訟が却下された。このような問題が発生したことにより、ニールおよびNASAは宇宙飛行士の名前、写真、記録などの使用に許可を与えることに対して慎重になった。ただし非営利団体や公共的な組織に対しては、彼は常に使用許可を与えている。
2005年5月には、妙な法律的闘争に巻き込まれることになった。20年来通っているマルクス・サイズモアという床屋がニールの髪を切った後、それを彼の許可を得ることなく、収集家に3,000ドルで売ったのである。ニールは床屋に対し、髪の毛を取り戻すか、もしくは彼が指定する慈善活動をしなければ訴えると通告した。サイズモアは髪の毛を取り戻すことは不可能だったので慈善活動のほうを選択した。
ニールには、北アイルランドティロン県バリゴーレイ(Ballygawley, County Tyrone in Northern Ireland)の血が混ざっている。

## 病気と死

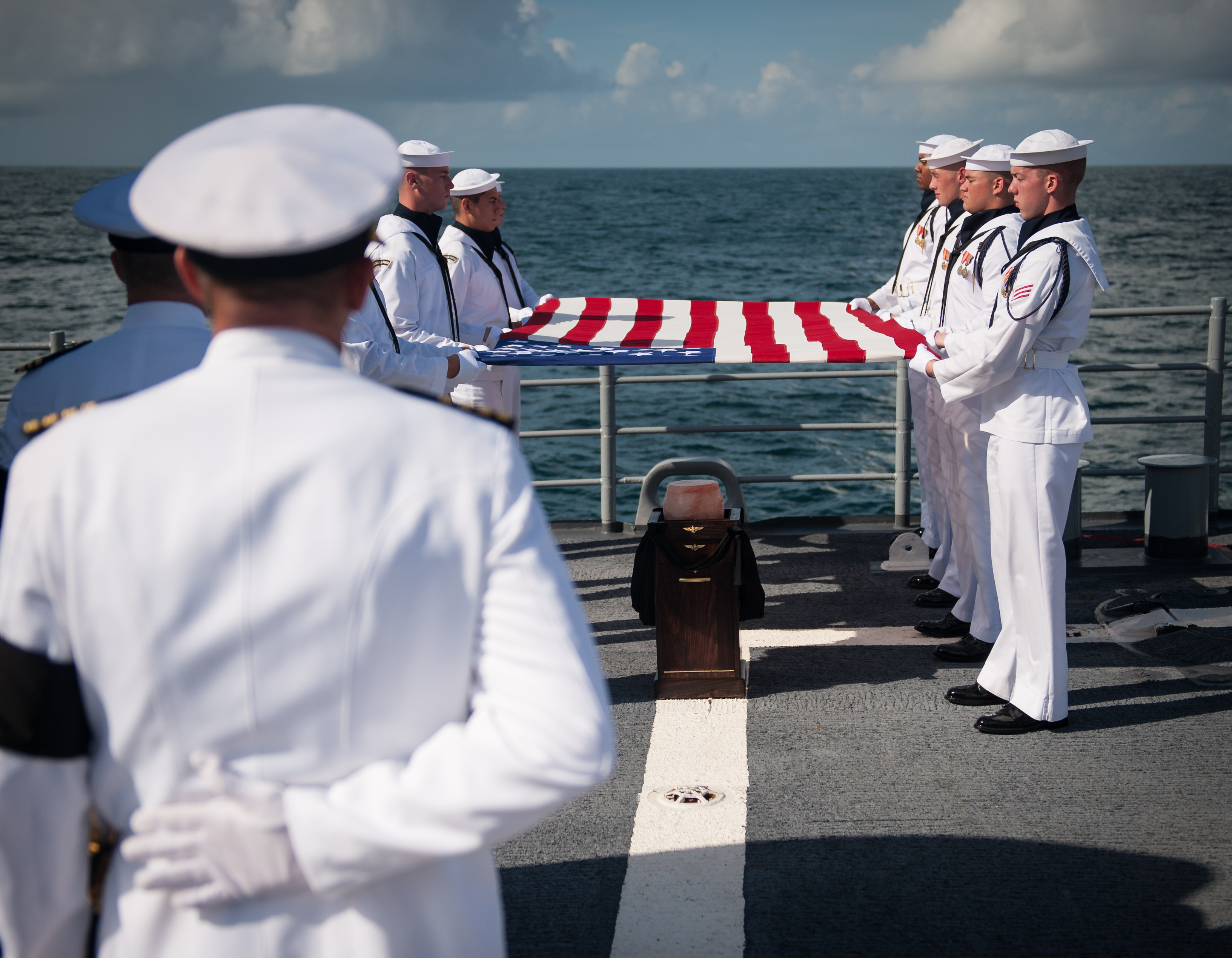
水葬されるところ。

2012年8月8日、82歳の誕生日を迎えた3日後に、心臓の外科手術を受けた。
2012年8月25日、心臓血管の手術後の合併症のために死去。82歳没。遺骨は大西洋上でアメリカ海軍の軍艦から水葬された。
ニールの訃報に際して、各方面からコメントが寄せられた。
- ニールは最も偉大なアメリカのヒーローの一人だった。ニールが月面に最初の一歩を踏み出したとき、決して忘れられることのない人間の偉業の瞬間をもたらした[76]。（オバマ大統領）
- ほぼ世界中が、我々と共に記念すべき旅をした。私を含めて何百万という人たちが、真のアメリカのヒーローであり、私の知る限り最高のパイロットの死を悼んでいるだろう[77]。（オルドリン元宇宙飛行士）
- 歴史の本が存在する限り、ニール・アームストロングはその中に刻まれるだろう。我々の向こうの世界に、人類の最初の小さな一歩を印したことが記録されるだろう[78]。（NASA長官チャールズ・ボールデン）
- 彼の注目すべき人生が、世界中の若い人たちに、自分の夢を実現するために努力するお手本となって欲しい。進んで人生を切り開き、限界に挑み、自分よりも大きな理想のために尽してください。… ニールへの敬意を示すには何をしたらよいかをお尋ねになるかたには、ただ次のことをお願いします。彼のお手本となる技量、功績、そして控えめな態度に敬意を払ってください。それから、次の晴れた夜に外を歩いているとき、月があなたに微笑んでいるのを見たら、ニール・アームストロングのことを想ってください。そして彼にウインクを[79]。（ニール・アームストロングの家族）

家族葬が行われた8月31日には政府庁舎、在外公館で半旗が掲揚され、9月13日にワシントン大聖堂で追悼式典が行われた。
2019年7月、アームストロングの死因は心臓手術後の合併症という公式発表は、不正確であった可能性が報道された。ニューヨーク・タイムズとシンシナティ・インクワイヤラーに、匿名で送られた文書によると、アームストロングの遺族と、彼の治療および手術を行ったオハイオ州の小さな病院との間で、医療ミスを巡って争いが起きていたとされる。この1件は、アームストロングが冠状動脈バイパス手術を受けてから数日後、内出血が見られた時に、外科に移す事を見送ったというものである。また、バイパス手術を行うという当初の決定にも疑問が投げかけられている。そして、アームストロングの遺族たちは、その医療ミスを公に告発すると病院を脅していたという。両者は内密に和解しており、病院側が600万ドル（約6億5000万円）を支払うことでスキャンダルを回避し、うち500万ドル（約5億4000万円）は、口外しないことを条件にアームストロング氏の2人の息子に渡された。また、この息子の1人の妻は弁護士であり、彼女は「この問題が公になれば、その結果として生じる病院の評判への影響は、われわれが想像できるいかなる陪審評決よりもはるかに大きな代償となるでしょう」と病院に電子メールを送っていたという。

## 顕彰

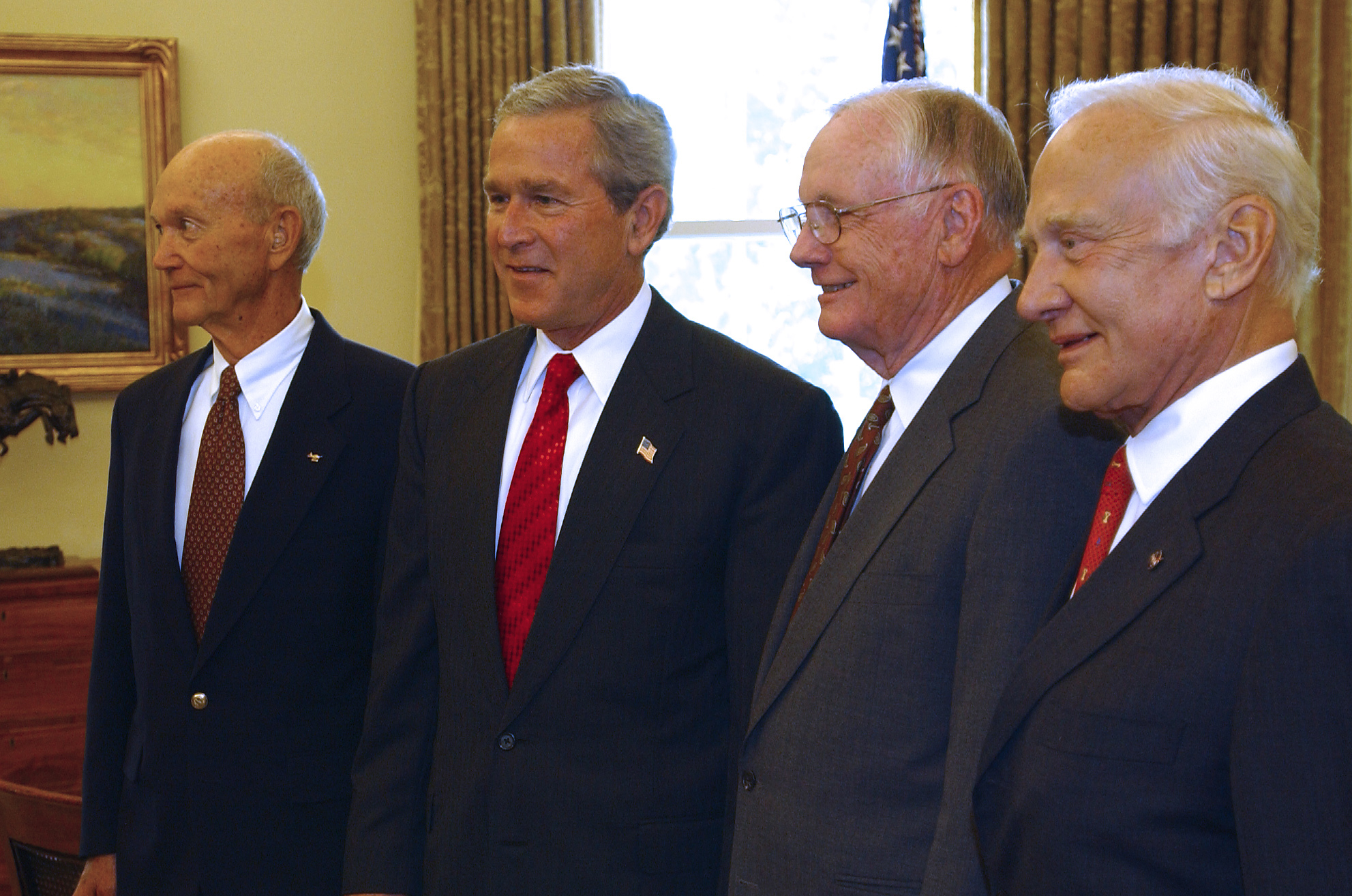
2004年7月21日、アポロ11号の飛行から35周年を記念してホワイトハウスで。左からコリンズ、ブッシュ、アームストロング、オルドリン

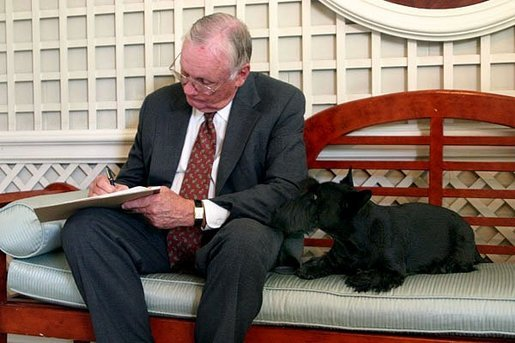
ホワイトハウス中庭で大統領犬バーニーと。2004年7月

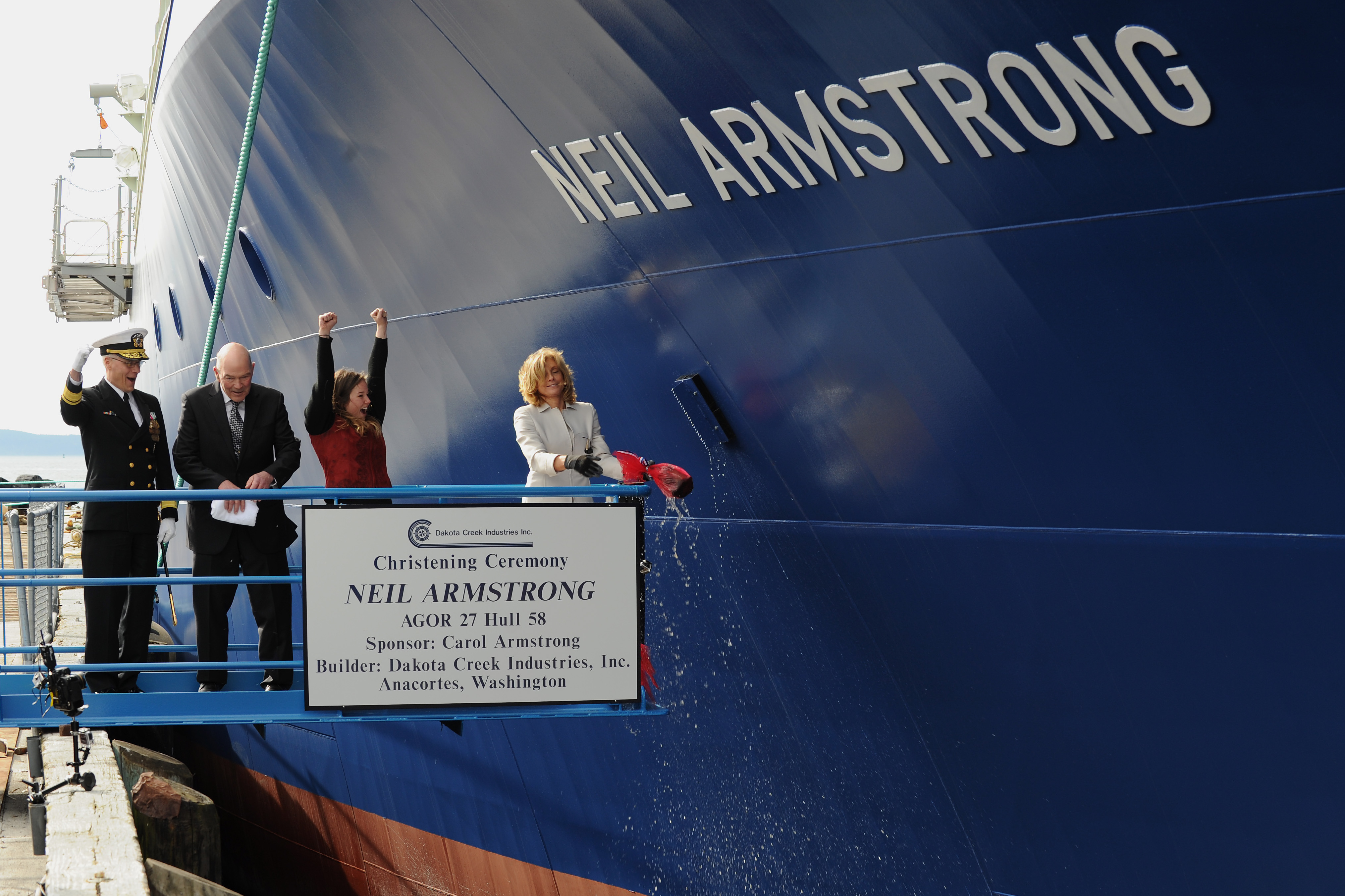
ニール・アームストロングの進水式でシャンパンボトルを割るカリ・アームストロング

ニールは、大統領自由勲章、宇宙名誉勲章、ロバート・H・ゴダード記念トロフィー、シルヴァヌス・セイヤー賞(Sylvanus Thayer Award)、国有飛行協会からコリアー・トロフィー、1980年のワシントン賞など、数多くの栄誉や賞を授かった。11号の着陸地点から50km離れたところにあるクレーターや、小惑星6469などは彼にちなんでアームストロングと命名された 。またカリフォルニア州ランカスターの「宇宙飛行通り（Aerospace Walk of Honor）」やフロリダ州タイタスビルの「宇宙飛行士記念館(Astronaut Hall of Fame)」などの設立では、名誉会長に就任した。
アメリカ国内では、13の小・中・高校が彼の名を冠している。世界中でも多くの通りや建物、学校などが、アームストロングやアポロの名を借りている（日本でも明治製菓が「アポロ」という製品を販売している）。1969年にはフォークソング歌手のジョン・スチュワートが、月面に記した第一歩のために「アームストロング」という曲を作ってニールに捧げた。
2004年10月パデュー大学は、新設の講堂を「ニール・アームストロング技術講堂」と命名することを発表した。2007年10月27日、同講堂は5,320万ドルの費用をかけ竣工し、ニールは同大学出身の14人の宇宙飛行士とともに落成式に出席した。
2014年1月16日には、彼の名誉をたたえて、NASAドライデン飛行研究センター(Hugh L. Dryden Flight Research Center)を ニール・A. アームストロング飛行研究センター (Neil A. Armstrong Flight Research Center)へ改名する法案にバラク・オバマ大統領が署名し、同年3月1日に名前が変更された。
2015年に就役したアメリカ海軍の海洋調査艦AGOR-27は、2014年3月29日の進水式の際に「ニール・アームストロング」と命名された。進水式では孫のカリ・アームストロングがシャンパンボトルを割った。
故郷ワパコネタにはニール・アームストロング航空宇宙博物館が建てられているが、ニール本人は同館の設立には特に関わっていない。また彼が初めて飛行訓練をしたニュー・ノックスビル(New Knoxville)の空港にも彼の名がつけられている。
2005年、自らの伝記『ファーストマン: ニール・アームストロングの人生』を発行することを許可した。伝記については、これまでもスティーヴン・アンブローズやジェームズ・A・ミシェーナーなどの作家から著作したいとの打診があったが、その都度断ってきた。しかしジェームズ・R・ハンセンが書いた他の人物に関する伝記を読んで、彼に発行の許可を与えた。ニールの死後、これを原作とした映画「ファースト・マン（原題：First Man）」が製作され、2018年に公開された。
記者はしばしば、ニールに宇宙飛行の将来に関する展望を尋ねている。それに対し2005年には「有人火星飛行は1960年代における有人月飛行よりも容易に行なえるだろう」と答えている。
彼はまた、アポロ11号で感じていた懸念についても回想している。最初のうち、彼は月面に着陸できる可能性は50%しかないと思っていた。

## ニール・アームストロングを扱った作品
- ファーストマン: ニール・アームストロングの人生（英語版） - ジェームズ・R・ハンセン（英語版）による公式伝記。2005年に出版。
- ファースト・マン - 2018年の米国映画（監督:デイミアン・チャゼル）、主演はライアン・ゴズリング。上項が原作。
- アポロ11 完全版-2019年の米国映画（監督トッド・ダグラス・ミラー）、これまで一般公開されていなかった70mmフィルムを含むアーカイヴ映像のみで構成されている。